# Студенческий переулок (Тверь)
Студе́нческий переулок (до революции Пя́тницкий и Влади́мирский) — улица в Центральном районе города Твери, проходит от улицы Жигарева до набережной Степана Разина.

## Расположение
Студенческий переулок начинается от улицы Жигарева и продолжается в северо-восточном направлении. Пересекает улицы Желябова и Симеоновскую, бульвар Радищева, Новоторжскую, Советскую и Вольного Новгорода, после чего упирается в набережную Степана Разина.
Общая протяжённость Студенческого переулка составляет более 1 км.

## История
Студенческий переулок был проведён по первому плану регулярной застройки города 1760-х годов. Назывался Пятницким переулком по Пятницкому приделу Владимирского храма, после первой половины XIX века — Владимирским переулком по самому храму Владимирской иконы Божией Матери (уничтожен советскими властями).
Владимирский переулок застраивался одно- и двухэтажными домами: севернее бульвара Радищева каменными, а южнее — главным образом деревянными.
В советский период получил новое название в честь новой постройки общежития педагогического института.

## Здания и сооружения
Здания и сооружения улицы, являющиеся объектами культурного наследия:
- Дома, 14, 17, 24 — памятники архитектуры с названием «дом жилой»;

- Дом 30 — городская усадьба — памятник архитектуры федерального значения.